# Pedro Reyes
Pedro Antonio Reyes González (Antofagasta, 1972. november 13. –) chilei válogatott labdarúgó, hátvéd és edző.

## Pályafutása

### Klubcsapatban
1991-ben a Deportes Antofagasta csapatában kezdte a pályafutását. 1993 és 1998 között a Colo-Colo játékosa volt, melynek tagjaként négy bajnoki címet szerzett. 1998-tól 2002-ig Franciaországban az Auxerre csapatában játszott. 2002-ben hazatéret az Universidad de Chiléhez, melynek színeiben 33 mérkőzésen lépett pályára. 2003 és 2004 között az Unión Españolát erősítette. Később játszott még a Club Olimpia (2004), a Deportes La Serena (2005), az Audax Italiano (2005), az Unión Española (2006) és a Deportes Antofagasta (2007–08) együttesében.

### A válogatottban
1994 és 2001 között 55 mérkőzésen szerepelt a chilei válogatottban és 4 gólt szerzett. Részt vett az 1998-as világbajnokságon, ahol chileiek valamennyi mérkőzésén kezdőként lépett pályára. Tagja volt az 1999-es és a 2001-es Copa Américán résztvevő válogatott keretének is, valamint részt vett a 2000. évi nyári olimpiai játékokon, ahol bronzérmet szerzett.

### Edzőként
2009 és 2015 között az Unión Españolánál kezdte az edzősködést. Később dolgozott a Colo-Colónál, a szaúdi El-Áttihádnál a chilei Palestinónál és az Unión Española utánpótlásában.

## Sikerei, díjai

### Játékosként
Colo-Colo
- Chilei bajnok (2): 1993, 1996, 1997 Clausura, 1998

Chile
- Olimpiai bronzérmes (1): 2000